# Félix Ovejero Lucas
Félix Ovejero Lucas és un professor català d'economia, ètica i ciències socials i de metodologia de les ciències socials a la Universitat de Barcelona, Doctor en Ciències Econòmiques per la mateixa universitat; també és col·laborador habitual de les pàgines d'opinió del diari El País. A més va ser un dels signants del manifest de la plataforma d'intel·lectuals Ciutadans de Catalunya, que va donar origen a la formació política Ciutadans-Partit de la Ciutadania.

## Biografia
Nascut a Barcelona, Félix Ovejero de Lucas és llicenciat en Ciències Econòmiques en 1982 per la Universitat de Barcelona, Doctor en Ciències Econòmiques en 1985 per la mateixa universitat. Des de 1987 és professor titular de la Universitat de Barcelona. També és professor Visitant en la Universitat Pompeu Fabra (1994, 1995), visiting scholar al Center from Ethics, Rationality and Society de la Universitat de Chicago (1991) i a la Universitat de Wisconsin (1999).
Va ser un dels promotors de la plataforma Ciutadans de Catalunya / Ciutadans de Catalunya i un de signants del manifest «Por la creación d'un nuevo partido político en Cataluña», germen del Partit de la Ciutadania.

## Obra

### Llibres
- De la naturaleza a la sociedad, Barcelona, Península, 1987.
- Intereses de todos, acciones de cada uno, Madrid, Siglo XXI, 1989.
- La Quimera fértil, Barcelona, Icaria, 1994.
- Mercado, ética y economía, Barcelona, Icaria, 1994.
- Las razones del Socialismo, Barcelona (editado con Roberto Gargarella), Paidos, 2001.
- La libertad inhóspita, Barcelona, Paidos, 2002.
- Republicanismo. El debate contemporáneo, (con R. Gargarella y J. L. Martí), Paidos, 2003.
- Contra la epistemología indiferente, Mondadori, Barcelona, 2003.
- El compromiso del método, Montesinos, 2004.
- Proceso Abierto. El Socialismo Después del Socialismo, Tusquets, 2005.
- Contra Cromagnon. Nacionalismo, ciudadanía, democracia, Montesinos Ensayo, 2007
- Incluso un pueblo de demonios: democracia, liberalismo, republicanismo, Buenos Aires/Madrid, Katz editores S.A, 2008, ISBN 9788496859470

### Capítols de Llibres
- El salario universal garantizado y los requisitos de los proyectos sociales, R. Lo Vuolo (comp.),
- Contra la exclusión, B. Aires, Miño y Dávila, 1995
- Contra l'epistemologia complaent en ciències socials, Joves Pensadors Catalans, Columna, Barcelona, 1991
- La identidad perdida de la tercera vía, M. Jacques (edt,), Tercera vía o neoliberalismo, Icaria, 2000
- Teorías y fundamentaciones de la democracia. Addenda et corrigenda, A. Hernández (comp.),
- Republicanismo contemporáneo, Siglo del Hombre Editores, Bogota, 2002
- Modelos de democracia y economía de la virtud, en J. Rubio-Carracedo, J.M. Rosales, M. Toscano (etd.), Retos pendientes en ética y política, Trotta, Madrid, 2002
- Manuel Sacristán, en P. Casanovas (edt.), Filosofia del segle XX a Catalunya, Fundació Caixa de Sabadell, Barcelona, 2001

### Articles
- La función de las leyes económicas en la explicación histórica, Revista de Historia Económica, 1985
- Las teorías económicas y los problemas epistemológicos de la antropología, Cuadernos de Economía, 1987
- Epistemología y teorema de los bienes autorreproducibles, Cuadernos de Economía, 1987
- Kuhn y las ciencias inmaduras, Arbor, 1987
- La racionalidad en las teorías económicas, Arbor, 1988
- La victoria del homo oeconomicus sobre Kant, Agora, 1989.
- Ecología y Reglas de juegos social, Zona Abierta, 1988.
- Economía moral del mercado, Arbor, 1991.
- La economía como ciencia, el mercado como moral, Cuadernos de economía, 1992.
- Las defensas morales del mercado, Isegoría, 1994
- Teoría, Juegos y métodos, Revista Internacional de Sociología, 1993
- La posibilidad de la teoría de la historia, Arbor, 1995
- El imperio de la economía, Claves de la razón práctica, 1995
- Teorías de la democracia y fundamentaciones de la democracia, Doxa, 1996
- Democracia y ética ambiental, Claves de la razón práctica, 1996
- Tres ciudadanos y el bienestar, La Política, 1996
- Kuhn y las ciencias deshonestas, Claves de la razón práctica, 1997
- De los intereses a las pasiones, Isegoría, 1997
- Esplendor y decadencia del liberalismo. El utilitarismo clásico y la mano invisible, Claves, 1997
- La diáspora liberal. La crisis del liberalismo como filosofía política, Claves de razón práctica, 1998
- La política de la desconfianza (límites de la concepción liberal de las políticas públicas), 1999
- El socialismo después de tres fracasos, Claves de razón práctica, 1999
- Igualdad de las lenguas, igualdad de los ciudadanos, Claves de razón práctica, 2000
- Democracia representativa y virtud cívica (con R. Gargarella), Claves de razón práctica, 2000
- Modelos de democracia y economía de la virtud, Contrastes, 5, 2001
- Democracia liberal y democracias republicanas, Claves de razón práctica, 2001
- El socialismo después de tres fracasos. Entre el proceso y el proyecto, Estudios politicos, 18, junio, 2001
- Del mercado al instinto, Economía Institucional, 2, 2000.
- Razones de la divulgación o razones de la ciencia, C. Junyent (et.). Comunicar ciencia, trebals de la societat catalana de biologia, vol. 51, 2001.
- Daniel Dennet: Con Darwin nos basta, Quark, 19, 2000.
- La libertad inhóspita, Claves de razón practica, 2002
- Capitalismo y republicanismo: un panorama, RIFP, 23, 2004, pp,113.137
- Idiotas o ciudadanos, Claves de la Razón Práctica, ISSN 1130-3689, Nº 184, 2008, pags. 22-33